# Дубравіно (Калінінградська область)
Дубравіно (рос. Дубравино) — селище Німанського району, Калінінградської області Росії. Входить до складу Німанського міського поселення.
Населення —  9 осіб (2015 рік). 